# Guerra civil chadiana (1965-1979)
La Guerra civil chadiana (1965-1979) fue un larga guerra civil ocurrida en el país africano de Chad, que estalló en 1965 por una rebelión en contra del presidente chadiano François Tombalbaye por su régimen autoritario y corrupto donde favorecía a las etnias sureñas y marginaba a las norteñas y musulmanas. En 1975, fue derrocado y asesinado por su propio ejército, lo que resultó en un nuevo gobierno al mando de Félix Malloum. Malloum dimitió en 1979, terminando la guerra civil, y se instauró un "Gobierno de Transición para la Unidad Nacional" (GUNT) al mando de Goukouni Oueddei.

## Antecedentes

### Independencia de Chad y la dictadura de François Tombalbaye

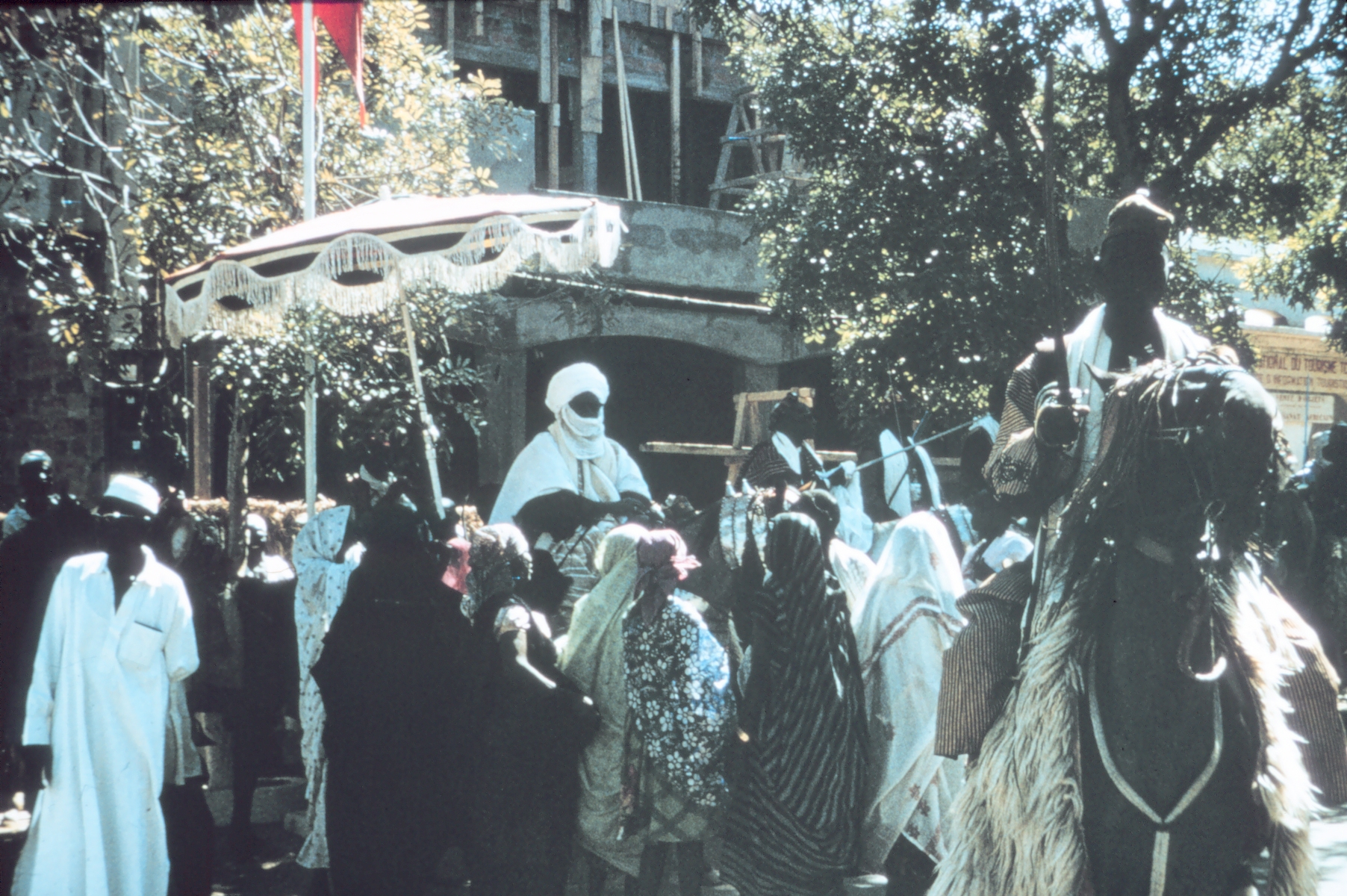
Chadianos en Fort-Lamy (Hoy en día Yamena) en la década de los 60, Tombalbaye socavó a los líderes locales, aumentando el descontento social

Chad se había independizado de Francia el 11 de agosto de 1960, el primer presidente del país fue François Tombalbaye, un sureño de la etnia Sara; este gobierno se convirtió rápidamente en una sanguinaria dictadura en donde Tombalbaye favorecía a las etnias sureñas y marginaba a las norteñas, esto causó gran descontento en la población. en 1962 Tombalbaye prohibió todos los partidos políticos excepto el suyo, el Partido Progresista Chadiano (PPT), llenando las cárceles de presos políticos.
Hubo manifestaciones en 1963, pero estas fueron aplastadas brutalmente por las Fuerzas Armadas de Chad, lo que provocó entre 19 y 100 muertos. Comenzaron a crearse grupos de resistencia en contra del gobierno, pero las primeras insurgencias fueron fácilmente reprimidas por Tombalbaye, por lo que muchos líderes de la oposición huyeron a Sudán para prepararse para una futura rebelión.

### Fuerzas armadas de Chad y presencia Francesa
El ejército Chadiano estaba conformado en 1964 por 500 soldados, donde prácticamente todos eran sureños, Chad también tenía una pequeña fuerza aérea y una fuerza naval que operaba en el Lago Chad.
Francia, la antigua metrópoli de Chad, ayudo militarmente al gobierno Chadiano y tenía una fuerte presencia militar en el país, como era común en sus otras excolonias africanas, el ejército francés tenía 1.000 soldados en Chad.

## Guerra

### Comienzo de la guerra
Los oficiales franceses supervisaron la región de Borkou-Ennedi-Tibesti (BET) hasta 1965 cuando fueron retirados y fueron reemplazados por sureños los cuales cometieron abusos en la población local. En septiembre de 1965 un soldado chadiano fue asesinado en una pelea en Bardaï, Tibesti, lo que el subprefecto local reaccionó con dureza, imponiendo restricciones sobre el uso de turbantes, dejarse crecer la barba y reunirse en grupos, los de Bardaï, cansados de los abusos, se rebelaron.
Mientras tanto en el resto del país, aumentó el resentimiento por el aumento de los impuestos y llegada de préstamos forzosos en 1964, llegando al clímax el 1 de noviembre de 1965, cuando ocurrieron intensos disturbios en la ciudad de Mangalmé, en la prefectura de Guerá, que dejaron un saldo de más de 500 muertos. Los disturbios, junto a la rebelión de Bardaï, se consideran el comienzo de la guerra civil. Posteriormente comenzaron revueltas por toda Guéra y en 1966 se extendieron a la prefectura de Ouaddaï, donde hubo enfrentamientos entre civiles y fuerzas gubernamentales, según informes franceses el ejército chadiano incendio pueblos y mató entre 200-400 personas, lugareños afirman que soldados mataron a golpes a presuntos evasores de impuestos.
En 1966, el gobierno chadiano intentó ordenar el cultivo de alimentos en Borkou-Ennedi-Tibesti en un intento de obligar a los nómadas locales a "sedentarizarse", a los Tubu no les gustó ese trato y el derde Oueddei pidió un retraso en la implementación de la medida. Esto hizo que las autoridades chadianas intentaran arrestarlo, en diciembre el derde y 1.000 de sus seguidores escaparon a Libia.

### Creación de FROLINAT

Bandera de FROLINAT

De 1965 a 1968 hubo levantamientos con regularidad. Tras estos disturbios, la oposición se unió dentro de la Unión Nacional de Chad (UNT), liderada por Ibrahim Abatcha, un Ouaddaïano que escapó a Sudán, que luego creó en Nyala en 1966 el Frente Nacional para la Liberación de Chad (FROLINAT), con el objetivo de derrocar por la fuerza al régimen de François Tombalbaye. Una facción liderada por Ahmed Hassan Musa se dividió poco después de la fundación de FROLINAT, fundándose el Frente de Liberación de Chad (FLT).
En FROLINAT se estableció en 1966 el "Primer Ejercito de Liberación" en Guéra y Salamat para los de la etnia Ouaddaïana y árabe, el grupo fue encabezado por Ahmat Acyl, este grupo se conformaba por sub-facciones que luego se volverían grupos propios, como el Volcan Army, luego en 1968 en Borkou-Ennedi-Tibesti se creó el "Segundo Ejercito de Liberación" para los de la etnia Tubu, el cual fue encabezado por Hissène Habré y Goukouni Oueddei, y luego se estableció el "Tercer Ejército de Liberación" dirigido por Mohammad Abu Baker Mustafa, el cual surgió en Kanem.
En 1967 FROLINAT se había convertido en el grupo rebelde más importante del conflicto. Estableció puntos de apoyo en Batha, Salamat, Ouaddaï y Guéra, donde sus miembros planearon el asesinato de funcionarios gubernamentales y emboscaron a destacamentos del ejército.
La falta de ingresos obligó a Tombalbaye a recortar gastos, bajándole la moral de los funcionarios públicos y socavando la administración. También intento aliviar las quejas locales reemplazando a los burócratas sureños por musulmanes. El presidente nunca confió completamente en el ejército regular, caracterizándolos como incompetentes y mal entrenados.
Ibrahim Abatcha murió en un combate el 11 de febrero de 1968 en Abéché, lo que llevó a una lucha de sucesión entre FROLINAT, al final fue sucedido por Abba Siddick. Siddick era impopular en el grupo, por lo que varias facciones se dividieron gradualmente de FROLINAT.

### Primera intervención francesa
Durante 1968, FROLINAT y los Tubu hicieron grandes avances en el Borkou-Ennedi-Tibesti (BET), consiguiendo sitiar Auzú. Incapaz de frenar a FROLINAT y otros grupos rebeldes en BET y en Ouaddaï, Tombalbaye solicitó el apoyo militar francés, el presidente francés Charles de Gaulle aceptó de inmediato, Francia organizó rápidamente una fuerza expedicionaria con el objetivo de recuperar la administración chadiana en BET. La intervención francesa comenzó en agosto con un contingente que en tres meses asedia a 2.000 marines. Estas tropas vinieron en apoyo de aviones, ya que De Gaulle no quería utilizar soldados franceses para recuperar Auzú. El ejército chadiano finalmente llega a Auzú sin conflicto, ya que los tubu huyeron a las montañas Tibesti intactos. Posteriormente Tombalbaye abrió negociaciones con los Tubu. Con Auzú abandonada por el ejército chadiano, el gobierno libio empezó a dar pasaportes libios a los ciudadanos de Auzú.
En abril Chad sufrió una temporada de lluvias que duró hasta octubre, lo que causó dificultad en el traslado de vehículos gubernamentales en el Sahel, esto lo aprovecharon los insurgentes para seguir avanzando. FROLINAT pudo establecerse en Mongo, en Guéra y en Bousso, en la Prefectura de Chari-Baguirmi, muy cerca de la capital. En las batallas entre las fuerzas y los insurgentes los rebeldes asesinaron líderes locales, robaron a comerciantes, destrozaron la ya de por sí pobre infraestructura y atacaron comunidades sospechosas de apoyar a Tombalbaye. Por el otro lado, las fuerzas chadianas hicieron ejecuciones públicas hacia rebeldes y supuestos simpatizantes e incendiaron una aldea en Ouaddaï por supuestas simpatías por los insurgentes.
En 1969, la administración del centro y este de Chad estaba al borde del colapso. La pérdida de ingresos y el aumento de los gastos militares hicieron que el régimen de Tombalbaye lo llevaran a la quiebra. En marzo Tombalbaye pidió apoyo aéreo francés después de que hubiera un ataque sorpresa a una unidad de gendarmería. De Gaulle consideró que la mejor idea para mitigar los problemas de Tombalbaye era la de tomar el poder de Francia al ejército chadiano, pero cuyos términos no fueron negociables. François se alivio por recibir asistencia, pero temió que lo vieran como "el recolonizador de Chad", algo que no le gustaría a los miembros de su gobierno.

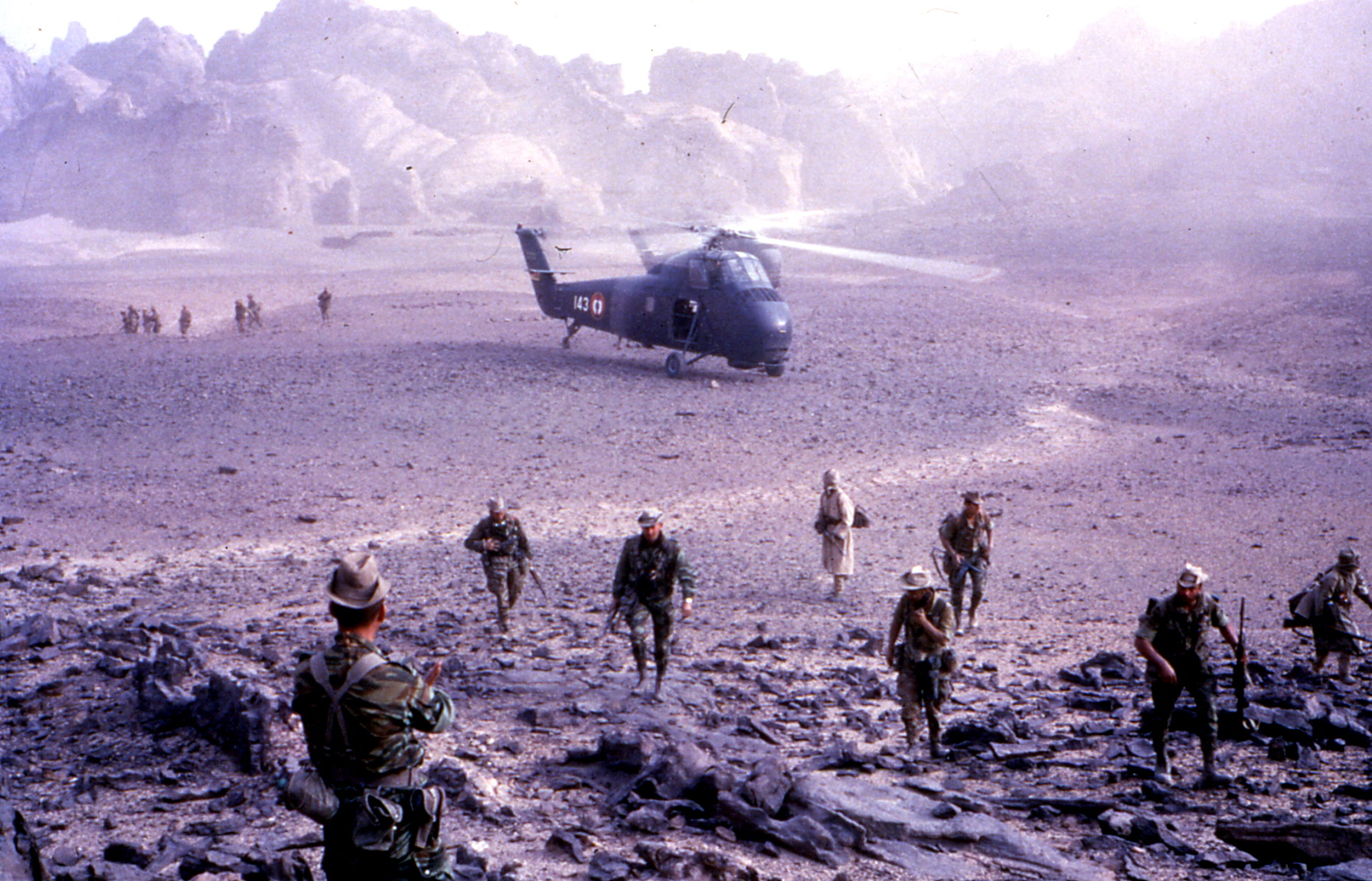
Helicóptero y paracaidistas franceses en Chad, 1971

### Segunda intervención francesa y fragmentación de FROLINAT
Una segunda intervención francesa de mayor envergadura fue lanzada en abril de 1969, llamada Operación Limousin. se colocó un mando unificado a las fuerzas de seguridad chadianas al mando del general francés Michel Arnaud y se enviaron oficiales militares franceses para ayudar a entrenar y reestructurar al ejército chadiano. Las relaciones entre Arnaud y los generales chadianos fueron muy tensas y alcanzaron su punto máximo en una reunión de agosto cuando entró en pelea a gritos con Tombalbaye en la cual el presidente le ordenó matar a 15.000 árabes pero Arnaud se negó hacerlo, en septiembre el general Edouard Cortadellas, un anciano con experiencia obtenida en Indochina y Argelia, reemplazó a Arnaud. En noviembre FROLINAT lanzó una ofensiva en el centro y este de Chad, capturando algunos puestos de avanzada pero las fuerzas franco-chadianas pudieron repeler sus avances. Los franceses pudieron hacer avances en el sur y recuperaron parte del norte, haciendo que la actividad rebelde en BET disminuyera. La moral de las fuerzas chadianas en las batallas aumento significativamente. Por el contrario, FROLINAT estaba cada vez era más desorganizado y sufría muchas bajas. la intervención terminó oficialmente en julio de 1971 con un saldo de entre 2.000 y 10.000 muertos (incluyendo civiles).
En agosto de 1971, partes del ejército chadiano hicieron un intento de golpe de Estado con apoyo libio, esto causó que Tombalbaye rompiera relaciones con Libia e invitó a los libios anti-Gadafistas a que se asentaran en Chad. Gadafi tomó represalias apoyando con material militar a FROLINAT y permitiendo que este pueda tener una base en Trípoli. En 1972, tras una grave crisis financiera, una sequía, disturbios civiles generalizados y un intento de los rebeldes de introducir armas de contrabando a la capital, Tombalbaye cambiaria drásticamente sus políticas, arrestando miles de "enemigos del estado" (incluidos muchos sureños) y destituyendo a dos ministros de su gabinete. También el presidente rompió relaciones con Israel, el cual tenía personal entrenando a soldados chadianos. Cambio su política exterior para asegurar la ayuda económica de las naciones árabes, también le cedió la Franja de Auzú a Libia a cambio de que este dejé de apoyar a los insurgentes, algo que daño la reputación en el ejército. El 1 de septiembre Cortadellas se retira y regresa a Francia, entregándole el mando de las fuerzas militares chadianas a Félix Malloum, marcando el fin de la intervención francesa directa en la guerra.

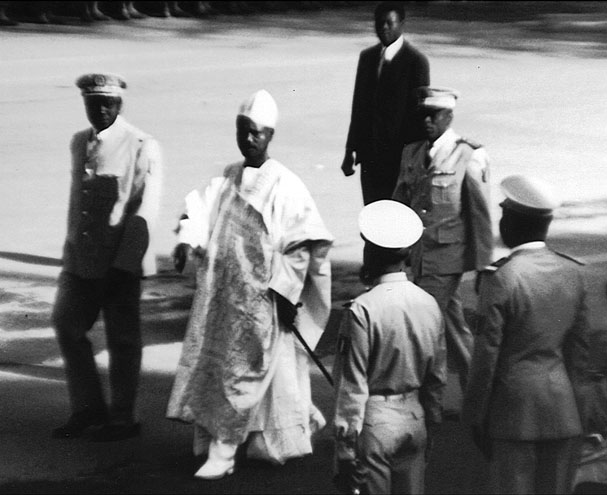
François Tombalbaye en 1970

En 1971, Oueddei se separó por completo de las fuerzas de Siddick, comenzando la fracturación de FROLINAT, gracias a la pérdida de la ayuda libia en 1972 causó una lucha entre el Primer Ejército y el Segundo Ejército por los suministros. En los próximos años surgieron muchos grupos disidentes, dejando a Siddick con una pequeña y débil facción en 1974. Con los grupos rebeldes fragmentados y sin apoyo libio, Francia lo aprovecharía en 1972 para lanzar la Operación Languedoc para aplastar al Primer Ejército el cual se redujo a menos de 320 combatientes activos. Los franceses atacaron en convoy cerca de Am Dagachi, aunque ganaron los franceses la batalla, no pudieron destruir al Primer Ejército. Languedoc fue la última gran intervención francesa en el gobierno de Tombalbaye, ya que este pidió a Francia de que reduzca la presencia militar en Chad. También Tombalbaye se volvió más crítico con los comandantes, arrestando varios oficiales, empeorando aun más sus relaciones con los militares. En 1974, los rebeldes orientales acordaron un acuerdo de paz con el gobierno chadiano.

### Golpe de Estado de 1975 y gobierno de Félix Malloum
En 1973, la fuerza política de Tombalbaye comenzaba a caer y su reputación era mala. En junio arrestó a Malloum y a varios funcionarios del PPT por supuesta "brujería política". En agosto, reemplazo el PPT por el Movimiento Nacional para la Revolución Cultural y Social (MNRCS), también hizo una campaña llamada Authenticité, en la que se promovía la cultura del sur de Chad (especialmente el de la etnia Sara) en todo el país y la Africanización de nombres de personas y ciudades, por ejemplo, la capital Fort Lamy paso a llamarse Yamena, o él mismo Tombalbaye que se cambió de nombre de François a Ngarta. Esto fue impopular ya que los oficiales, ministros y funcionarios debían hacer ritos de iniciación yondo, que se consideraron como anticristianos y paganistas. En marzo de 1975 hizo arrestar a varios oficiales del ejército por supuestamente conspirar en contra suya. Después de varias amenazas de Tombalbaye de una purga a varios oficiales, hicieron estos últimos con varias unidades de gendarmería se amotinaran. Los oficiales superiores, junto con el comandante del ejército, Noël Milarew, atacaron el palacio presidencial y asesinaron a François Tombalbaye. Muchos chadianos apoyaron el golpe ya que estaban descontentos por las reformas y políticas de Tombalbaye y las comunes purgas que hacia en las filas. Mientras que las fuerzas francesas no intervinieron en el golpe.
Félix Malloum se convirtió en el jefe de Estado unos meses después. Malloum era un sureño con fuertes lazos el norte, por lo que el intento reconciliarse con los insurgentes y establecer instituciones representativas. También quiso liberar a Chad del poder político y económico francés, sin éxito.
Gadafi reinicio el apoyo a los insurgentes, ya que Malloum repudió el acuerdo de 1972 y denunció la ocupación libia en la franja de Auzú.
En ese mismo año, el FLT de Musa se reconcilio con el gobierno y termina su insurgencia. No obstante, los intentos de Malloum de reconciliarse con FROLINAT no fueron exitosos, debido a las divisiones entre líderes que seguía sufriendo el grupo. Malloum hizo un trato con el Primer Ejército de Acyl en contra del Segundo Ejército.
FROLINAT obtuvo de nuevo el apoyo libio, pero los rebeldes no confiaban mucho a Gadafi, Hissène Habré estaba desacuerdo con la postura pro-libia de Oueddei, por lo que se separó de FROLINAT y emprendió una campaña separada contra Malloum en las "Fuerzas Armadas del Norte" (FAN). Gadafi tenía intenciones de anexar oficialmente a la Franja de Auzú y envió al ejército libio al norte de Chad para ayudar a los rebeldes. A finales de 1976 un tercio de Chad estaba controlado por los rebeldes y el ejército libio.
Durante 1977, FROLINAT al mando de Goukouni Oueddei inicia una ofensiva desde el norte de Chad con armamento soviético. Por primera vez en la guerra los aviones estaban amenazados por una fuerte artillería de defensa aérea. Dos aviones de la fuerza aérea chadiana fueron derivados en Tibesti. Esto hizo que Malloum pidiera ayuda a Francia, este último implementa una operación de apoyo que detuvo a los insurgentes del sur de Chad. Mientras tanto, temeroso de que la influencia de Gadafi se extienda a Chad, el presidente egipcio, Anwar el-Sadat, organizó el envío de repuestos a Chad para ayudarlo a la reparación de sus armas.
Tras los Acuerdos de Jartum, la FAN y Habré se unieron a las fuerzas del régimen de Malloum en 1977. El 29 de agosto de 1978 Hissène Habré es nombrado primer ministro, esto duro poco por las grandes tensiones que tenían Habré y Malloum.

### Derrocamiento de Malloum y Formación de GUNT

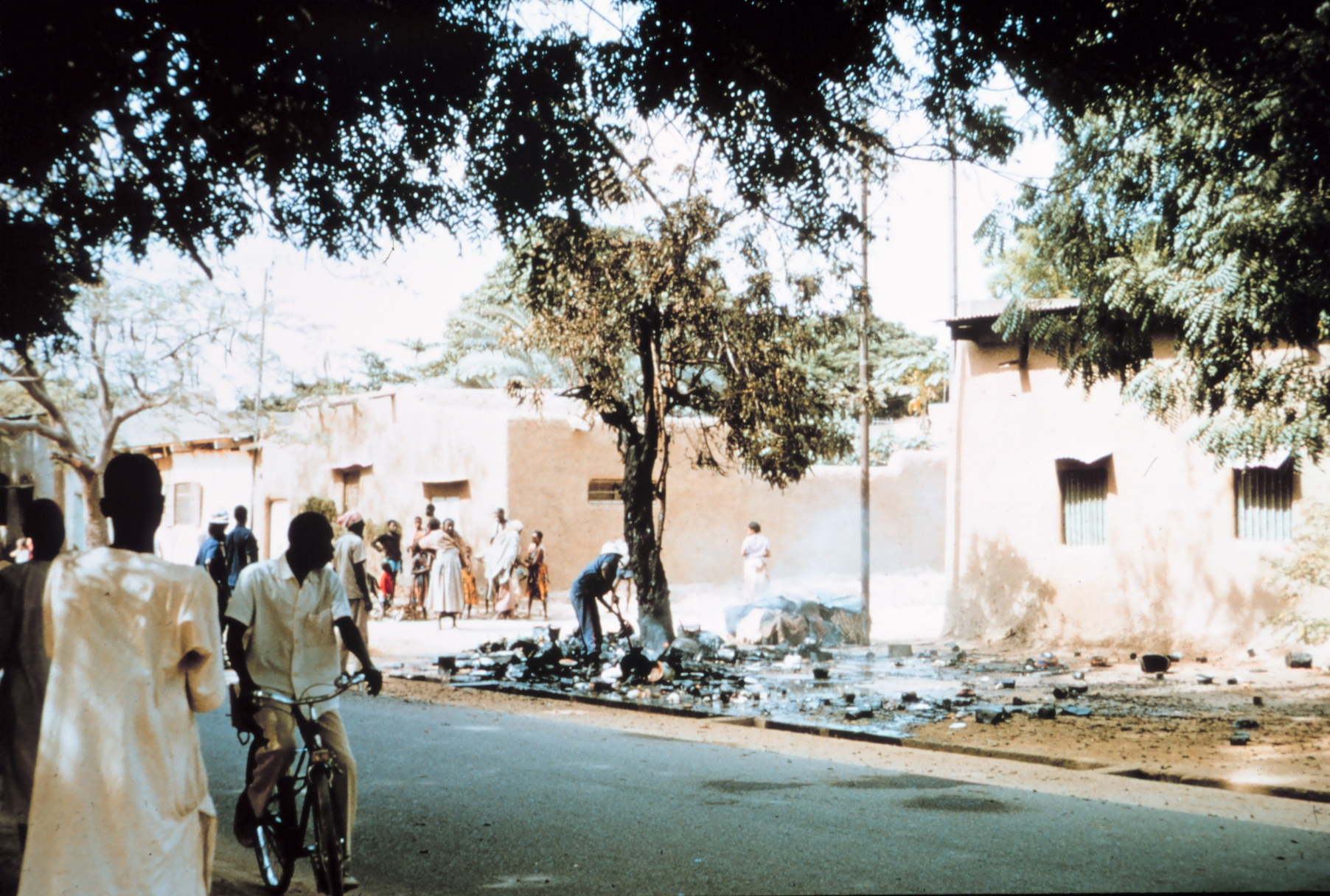
Yamena en 1979 fue escenario de intensos combates (Foto de la década de los 1960)

Las tensiones entre Habré y Malloum alcanzaron el clímax cuando en febrero de 1979 Habré hizo un intento un golpe de Estado. Luego Hissène ordenó a 1.000 hombres equipados con ametralladoras y morteros a que atacaran a fuerzas pro-Malloum en Yamena, las fuerzas de Habré pudieron controlar la mayor parte de la capital. los Sara, temerosos de perder su favorable posición política, supuestamente empezaron a masacrar a miles musulmanes. Mientras que Malloum huyó hacia el Aeropuerto de Yamena el cual tenía protección francesa. Oueddei al frente de las Fuerzas Armadas Populares (FAP) acudió a ayudar a Habré a pesar de su rivalidad. FROLINAT aprovecho la batalla en Yamena para expandirse mediante una ofensiva en el norte.
Finalmente Félix Malloum renuncia la presidencia y se fue a Nigeria, dos días después los soldados pro-Malloum pidieron un alto al fuego. El poder fue entregado a Oueddei. Los delegados firman el 21 de agosto de 1979 los Acuerdos de Lagos, donde se describía el establecimiento de un Gobierno de Transición de Unidad Nacional (GUNT) que tomaría posesión en noviembre. Oueddei se convirtió en presidente, mientras que Habré se hizo ministro de defensa, el coronel Wadel Abdelkader en vicepresidente y Acyl en canciller. Mientras que los norteños pudieron tener el mismo poder que los sureños.

## Consecuencias
La poca cohesión causó que varios miembros de la GUNT no se confiaran unos a otros, y por ende, no se consolidara el gobierno completamente. Ese mismo año comenzó una guerra civil que no terminó hasta 1982, cuando las tropas de Hissène Habré entraron a Yamena y tomaron el poder de Chad. Así comenzó una nueva dictadura sangrienta.